# Дискография на Николай Носков
Николай Носков е руски музикант, певец, композитор. Към 2017 година е издал общо петнадесет албума – четири албуми като част от различни групи, пет солови студийни албуми, пет компилации и два видеоалбуми.

## Студийни албуми в състава на групи Москва
- 1982 – НЛО

## Студийни албуми в състава на групи Гран-при
- 1988 – К теологии (EP)

## Студийни албуми в състава на групи Горки Парк
- 1989 – Gorky Park

## Студийни албуми в състава на групи Николай
- 1995 – Mother Russia

## Самостоятелни студийни албуми
- 1998 – Блажь (друго име – Я тебя люблю)
- 1999 – Стёкла и бетон (друго име – Паранойя)
- 2000 – Дышу тишиной
- 2006 – По пояс в небе
- 2011 – Оно того стоит[1][2]
- 2012 – Мёд (друго име – Без названия)[3]
- 2019 — Живой

### Други албуми
- 2001 – „Лучшие песни в сопровождении симфонического оркестра“ (друго име – Live)
- 2002 – Лучшие песни (друго име – Best)
- 2003 – Океан любви
- 2007 - По пояс в небе
- 2008 – Лучшие песни
- 2008 – Дышу тишиной
- 2016 – The Best

Съавтор на Николай Носков е поетът Алексей Чуланский (текстове на песните „Дай мне шанс“, „Снег“, „Мой друг“, „Солнце“ и много други).

### Други песни
- Акула (1987)
- Ах, если бы не любовь (1987) (дует с Елла Филделман)
- Романтика (1987)
- Песня нечистой силы (1987)
- Песня молодого Кощея (1987)
- Мы так упрямы бываем (1987)
- Русская баллада (1998)
- Очарована, околдована (2000)
- Дельтаплан (2001)
- Бархатные сезоны в Сочи (2001)
- Нам досталась эта жизнь (трио с Александър Маршал и Алексей Глъзин) (2005)
- Дождь (2007)
- Сверчок (2007)
- Павшим друзьям (2009)
- Фотографии любимых (2010)
- Три года ты мне снилась (2011) (дует с Лариса Долина)
- Я скучаю без тебя (2011)
- Мелодия (2011)
- Мгновения (2011)
- Химн на ХК Ак Барс (2011)[4]
- Аэропорты (дует с Александър Маршал) (2013)
- Обмани меня (дует с Владимир Пресняков) (2013)
- Мне грустно (2013)
- Пропавший без вести (2014)
- Переведи меня через Майдан (2014)
- Седые дети (2014)
- Оно того стоит (2014)
- Нет ни годы (2016)
- Там, где клён шумит (2017)
- Ручной ангел (1998, 2017)
- Новый год так придёт скоро (2018)
- Живой (2019)
- TBA (дует с Айван) (2020)
- I wanna be crazy now (2020)

### Други народни песни
- Ой, то не вечер (дует с Надежда Бабкина, 2006, с Пелагея, 2014)
- Тонкая рябина (2013)
- Чёрный ворон (2016)

## Видеоклипове
| Видеоклип                  | Премиера | Албум          |
| -------------------------- | -------- | -------------- |
| Я немодный                 | 1996     | Блажь          |
| Дай мне шанс               | 1997     | Блажь          |
| Я тебя люблю               | 1998     | Блажь          |
| Паранойя                   | 1999     | Стёкла и бетон |
| Снег                       | 1999     | Стёкла и бетон |
| Романс                     | 2000     | Дышу тишиной   |
| Это здорово                | 2000     | Дышу тишиной   |
| Дельтаплан                 | 2001     |                |
| Спасибо                    | 2003     | По пояс в небе |
| А на меньшее я не согласен | 2005     | По пояс в небе |
| Павшим друзьям             | 2009     |                |
| Мёд                        | 2012     | Без названия   |

## Струнен квартет „Магнетик фентъзи“
Николай създава този квартет през 2011 г. преди юбилейния си концерт в Крокус Сити Хол. Състои се от четирима музиканти:
- Елвира Сабанова – първа цигулка
- Влад Народицкий (През 2011 г. Наталия Боброва) (През 2012 г. до 2015 г. Анастасия Чаплинская) – втора цигулка
- Михаил Щербак (През 2011 г. Игор Полунин) – алт
- Марк Фридман (През 2011 г. Аслан Ашхотов) – виолончело

## Турнета и самостоятелни концерти
Самостоятелни концерти
- 2000 г. – Концерт-промоция на албума „Дышу тишиной“, Държавен кремълски дворец[6]
- 2003 г. – „Ра-Дуга“, Държавен кремълски дворец[7]
- Концерът-промоция на албума По пояс в небе, е проведен в Московския кремъл през 2006 г. Повода е издаването на албума „По пояс в небе“ и 25-ет годишния юбилей от концертната му дейност. Съвпада и с навършването на 50-ет годишна възраст. Три дни преди концерта, Николай пусна нов албум със заглавие По пояс в небе[8], в допълнение към издаването на албума, Николай е на 50 години. Съобщенията за събития, обещани на публиката голямо шоу: „Модерната технология, красива природа и оригинални, специално пригодени костюми“. Всичко това е да се създаде ефект на присъствие в музикалния играе в „огромна палатка“. Вижте с очите си е издирван от мнозина, и следователно в Кремъл е бил продаден. Въпреки това, преди концерта, нищо в етапа на проектиране и публиката е имало признаци на обещание, но говорителите дойдоха на метален звук на източната инструмента. Когато светлините угаснаха и публиката започна да аплодира в очакване, а след това в стаята започва да се разпространява звука на дъжд, и на сцената – прожектор мига като светкавица. Тогава дойде перкусия, и под тяхна измерената тракане от зад кулисите дойде съм певец. Концертът започна с едноименната песен от този албум „По пояс в небе“. Същата вечер той бе придружен от президентския оркестър на Беларус (под ръководството на Виктор Бабарикин), ритъм-група, както и по време на някои песни курай играч от Уфа Робърт Юлдашев. Концертът започна с едноименната песен от този албум „По пояс в небе“.

Песен „Фенечка“ извършва с фолк певицата Надежда Бабкина и театър „Русская песня“, „Я не модный“ с един колега, който е играл в средата на 90-те години Дмитрий Четвергов, „Паранойя“ с Серегй Мазаев и група „Моральный кодекс“, изпълнява със своя приятел Алексей Белов песента „Грибной дождь“. Той изпълнява песни от предишния албум „Дышу тишиной“. Концертът завърши с песента „Это здорово“

### Репертоар на концерта
- Зачем
- Я не верю
- По пояс в небе
- Спасибо
- Фенечка (дует с Надежда Бабкина)
- Побудь со мной
- Зимняя ночь
- Романс
- Снег
- Паранойя (дует с Моральный кодекс и Сергей Мазаев)
- Я не модный (дует с Дмитрий Четвергов)
- Грибной дождь (дует с Алексей Белов)
- Bang
- Try To Find Me
- My Generation
- Это здорово
- А на меньшее я не согласен

- „Это здорово“, Crocus City Hall

Концерта Это здорово е проведен в Московския кремъл през 2011 г. Повода е издаването на албума „Оно того стоит“ и 30-ет годишния юбилей от концертната му дейност. Съвпада и с навършването на 55-ет годишна възраст. . Николай Носков събира най-големите си хитове в двучасово шоу. Изнесени са три концерта. Решава да отбележи албума и годишнините в концертната зала Крокус Сити Хоул в Красногорск. 

#### Репертоар на концерта
1. Оно того стоит (2011)
2. Спасибо
3. По пояс в небе
4. Bang (дует с Алексей Белов)
5. На меньшее я не согласен
6. Исповедь
7. Дышу тишиной
8. Паранойя (дует с Пелагея)
9. Зимняя ночь
10. Я был один
11. Романс
12. Дай мне шанс (дует с Владимир Пресняков)
13. Озёра
14. Снег
15. Это здорово

- 2012 г. – „Я улыбаюсь“, Crocus City Hall
- 2014 г. – „Трилогия“, Crocus City Hall
- „6:0“[14], Крокус Сити Хоул

Концерта 6:0 е проведен в Крокус Сити Хоул през 2016 г. Повода е навършването на 60-ет годишна възраст и 35-ет годишния юбилей от концертната му дейност.
1. Грибной дождь (НЛО)
2. Мёд (Без названия)
3. Оно того стоит
4. Снег (Стёкла и бетон)
5. Пробуждение (инструментал)
6. Озёра (Без названия)
7. Зимняя ночь (Дышу тишиной)
8. Чёрный ворон (дует с хора на Сретенския манастир)
9. Исповедь (Дышу тишиной, Без названия)
10. Романс (Дышу тишиной)
11. Зачем (По пояс в небе)
12. Спасибо (По пояс в небе)
13. А на меньшее я не согласен (По пояс в небе) (дует с Александър Иванов)
14. Я тебя прошу
15. Паранойя (Стёкла и бетон)
16. Я тебя люблю (Блажь)
17. Это здорово (Дышу тишиной)

- 2019 г. – „Живой“, Crocus City Hall

Концерта Живой е проведен в Крокус Сити Хоул през 2019 г.
1. Живой
2. Это Здорово
3. Спасибо
4. Вальс Бостон (Александър Розенбаум)
5. Доброй Ночи (Валерия)
6. Коля (Валерий Сюткин)
7. По пояс в небе
8. Романс
9. Я тебя люблю (Айван)
10. Стекла и бетон (Слава)
11. Дышу тишиной (Владимир Пресняков)
12. Паранойя (Денберел Ооржак)
13. Я рядом с тобой (Евгений Маргулис)
14. Я тебя прошу
15. Снег
16. Оно того стоит (Наргиз Закирова)
17. Пропавшим без вести (Алексей Глъзин)
18. Исповедь (Лолита Милявская)
19. Мёд (Диана Арбенина)
20. А на меньшее не согласен (дует с Айван)
21. Это здорово (Всички)

Самостоятелно турне
- 2000 г. – „Дышу тишиной“
- 2003 г. – „Ра-Дуга“
- 2006 г. – „По пояс в небе“ (съвместно с музиканти Горки Парк, с изключение на Александър Маршал)
- 2011 г. – „Оно того стоит“
- 2011 – 2015 г. – „Акустика“ (съвместно с Magnetic Fantasy)
- 2013 г. – „Я улыбаюсь“ (съвместно с Magnetic Fantasy)
- 2016-2017 г. – „6:0“

Концерти зад граница: Великобритания, Азербайджан, Израил, Украйна, Беларус, Литва, Естония, Латвия, Германия, Франция, Австралия

## Музикални изяви

### Участия в концерти
- 1 годишни музикални награди „Златен грамофон“ – изп. „Я немодный“
- 3 годишни музикални награди „Златен грамофон“ – изп. „Я тебя люблю“
- Песен на годината 1998 – изп. „Русская баллада“
- 4 годишни музикални награди „Златен грамофон“ – изп. „Паранойя“
- 5 годишни музикални награди „Златен грамофон“ – изп. „Это здорово“
- „Цветя: 30 години“ – изп. „Rock'n'Roll“, „It's Only Rock 'n' Roll“ (трио с Александър Градски и Наталия Шатеева), „Честно говоря“ (с Александър Градски, Андрей Макаревич, Игор Саруханов, група Цветя), „Африка“ (c Сергей Мазаев, група Цветя)
- Финален концерт на Фабрика звёзд-3 – изп. „Это здорово“ (дует с Александър Киреев)
- „Надежда Бабкина и оркестър „Русская Песня“: 30 години“ – изп. „Ой, то не вечер“
- Концерт за деня на полицията 2009 – изп. „Павшим друзьям“
- „Цветя: 40 години“ – изп. „Ностальгия по настоящему“ (дует с група Цветя)
- „Моральный кодекс: 20 години“ – изп. „I'm Going“
- Новата вълна 2010 – изп. „Это здорово“, „Фотографии любимых“
- Ден на семейството, любов и вярност 2011 – изп. „Три года ты мне снилась“ (дует с Лариса Долина)
- 25 години „Горки Парк“ – изп. „Bang“
- 20 години радиостанция „Авторадио 20 лет! Лучшее“ – изп. „Это здорово“
- Новата вълна 2013 – изп. „Аэропорты“ (дует с Александър Маршал)
- Несиня светлина 2013 – изп. „Тонкая рябина“
- Концерът-промоция на албум „Вишнёвый сад“ на Пелагея – изп. „Ой, то не вечер“ (дует с Пелагея)
- 20 юбилейна награда „Златен грамофон“ – изп. „Это здорово“

### Участия в телевизионни и празнични музикални програми
- „Стари песни за най-важното. Послепис“ – изп. „Дельтаплан“
- „Фабрика звёзд-3“ – изп. „Это здорово“ (епизод 5, дует с Александър Киреев)
- „Нови песни за най-важното“ – изп. „А на меньшее я не согласен“
- „Коледни срещи на Алла Пугачова в Киев“ – изп. „Исповедь“
- „X Factor (Украйна)“ – изп. „А на меньшее я не согласен“ (дует), „Снег“
- „Оливе-шоу 2011“ – изп. „Три года ты мне снилась“ (дует с Лариса Долина)
- „Собственост на Република: Александра Пахмутова и Николай Добронравов“ – изп. „Мелодия“
- „Собственост на Република: Йосиф Кобзон“ – изп. „Мгновения“, „Песня остаётся с человеком“ (с всички страни)
- „Собственост на Република: Давид Тухманов“ – изп. „Ночь“
- „Гласът на Русия 5: Полуфинал“ – изп. „Паранойя“ (с участници Кайрат Примбердиев и Олег Кондраков от екипа на Дима Билан)
- „На живо Нова година“ – изп. „Там, где клён шумит“
- „Сол: Николай Носков“ – изп. „Зачем“, „Спасибо“, „Мёд“, „Снег“, „Пробуждение (инструментал)“, „Ночь“, „Оно того стоит“, „А на меньшее я не согласен“, „Паранойя“, „Я тебя прошу“, „Я тебя люблю“, „Это здорово“